# Cantone di Pleaux
Il Cantone di Pleaux era una divisione amministrativa dell'arrondissement di Mauriac.
A seguito della riforma approvata con decreto del 13 febbraio 2014, che ha avuto attuazione dopo le elezioni dipartimentali del 2015, è stato soppresso.

## Composizione
Comprendeva i comuni di
- Ally
- Barriac-les-Bosquets
- Brageac
- Chaussenac
- Escorailles
- Pleaux
- Saint-Martin-Cantalès
- Sainte-Eulalie